# Copa del Mundo de Esquí Alpino de 2017-18
La Copa del Mundo de Esquí Alpino de 2017-18 fue la 52.ª edición de este evento, se llevó a cabo desde el 28 de octubre de 2017 al 17 de marzo de 2018 bajo la organización de la Federación Internacional de Esquí. El ganador en categoría masculina fue el austriaco Marcel Hirscher y en categoría femenina la estadounidense Mikaela Shiffrin.

## Hombres

### Resultados
| Fecha                   | Localidad                        | Tipo | Ganador                           | Segundo                          | Tercero                          |
| ----------------------- | -------------------------------- | ---- | --------------------------------- | -------------------------------- | -------------------------------- |
| 29 de octubre de 2017   | Sölden, Austria                  | GS   | anulada                           | anulada                          | anulada                          |
| 12 de noviembre de 2017 | Levi, Finlandia                  | SL   | Felix Neureuther                  | Henrik Kristoffersen             | Mattias Hargin                   |
| 25 de noviembre de 2017 | Lake Louise, Canadá              | DH   | Beat Feuz                         | Matthias Mayer                   | Aksel Lund Svindal               |
| 26 de noviembre de 2017 | Lake Louise, Canadá              | SG   | Kjetil Jansrud                    | Max Franz                        | Hannes Reichelt                  |
| 1 de diciembre de 2017  | Beaver Creek, Estados Unidos     | SG   | Vincent Kriechmayr                | Kjetil Jansrud                   | Hannes Reichelt                  |
| 2 de diciembre de 2017  | Beaver Creek, Estados Unidos     | DH   | Aksel Lund Svindal                | Beat Feuz                        | Thomas Dreßen                    |
| 3 de diciembre de 2017  | Beaver Creek, Estados Unidos     | GS   | Marcel Hirscher                   | Henrik Kristoffersen             | Stefan Luitz                     |
| 9 de diciembre de 2017  | Val-d'Isère, Francia             | GS   | Alexis Pinturault                 | Stefan Luitz                     | Marcel Hirscher                  |
| 10 de diciembre de 2017 | Val-d'Isère, Francia             | SL   | Marcel Hirscher                   | Henrik Kristoffersen             | André Myhrer                     |
| 15 de diciembre de 2017 | Val Gardena, Italia              | SG   | Josef Ferstl                      | Max Franz                        | Matthias Mayer                   |
| 16 de diciembre de 2017 | Val Gardena, Italia              | DH   | Aksel Lund Svindal                | Kjetil Jansrud                   | Max Franz                        |
| 17 de diciembre de 2017 | Alta Badia, Italia               | GS   | Marcel Hirscher                   | Henrik Kristoffersen             | Žan Kranjec                      |
| 18 de diciembre de 2017 | Alta Badia, Italia               | PR   | Matts Olsson                      | Henrik Kristoffersen             | Marcel Hirscher                  |
| 22 de diciembre de 2017 | Madonna di Campiglio, Italia     | SL   | Marcel Hirscher                   | Luca Aerni                       | Henrik Kristoffersen             |
| 28 de diciembre de 2017 | Bormio, Italia                   | DH   | Dominik Paris                     | Aksel Lund Svindal               | Kjetil Jansrud                   |
| 29 de diciembre de 2017 | Bormio, Italia                   | KB   | Alexis Pinturault                 | Peter Fill                       | Kjetil Jansrud                   |
| 1º enero 2018           | Oslo, Noruega                    | PR   | André Myhrer                      | Michael Matt                     | Linus Straßer                    |
| 4 de enero de 2018      | Zagabria Sljeme, Croacia         | SL   | Marcel Hirscher                   | Michael Matt                     | Henrik Kristoffersen             |
| 6 de enero de 2018      | Adelboden, Suiza                 | GS   | Marcel Hirscher                   | Henrik Kristoffersen             | Alexis Pinturault                |
| 7 de enero de 2018      | Adelboden, Suiza                 | SL   | Marcel Hirscher                   | Michael Matt                     | Henrik Kristoffersen             |
| 12 de enero de 2018     | Wengen, Suiza                    | KB   | Victor Muffat Jeandet             | Pavel Trichičev                  | Peter Fill                       |
| 13 de enero de 2018     | Wengen, Suiza                    | DH   | Beat Feuz                         | Aksel Lund Svindal               | Matthias Mayer                   |
| 14 de enero de 2018     | Wengen, Suiza                    | SL   | Marcel Hirscher                   | Henrik Kristoffersen             | André Myhrer                     |
| 19 de enero de 2018     | Kitzbühel, Austria               | SG   | Aksel Lund Svindal                | Kjetil Jansrud                   | Matthias Mayer                   |
| 20 de enero de 2018     | Kitzbühel, Austria               | DH   | Thomas Dreßen                     | Beat Feuz                        | Hannes Reichelt                  |
| 21 de enero de 2018     | Kitzbühel, Austria               | SL   | Henrik Kristoffersen              | Marcel Hirscher                  | Daniel Yule                      |
| 23 de enero de 2018     | Schladming, Austria              | SL   | Marcel Hirscher                   | Henrik Kristoffersen             | Daniel Yule                      |
| 27 de enero de 2018     | Garmisch-Partenkirchen, Alemania | DH   | Beat Feuz                         | Vincent Kriechmayr Dominik Paris |                                  |
| 28 de enero de 2018     | Garmisch-Partenkirchen, Alemania | GS   | Marcel Hirscher                   | Manuel Feller                    | Ted Ligety                       |
| 30 de enero de 2018     | Estocolmo, Suecia                | PR   | Ramon Zenhäusern                  | André Myhrer                     | Linus Straßer                    |
| 3 de marzo de 2018      | Kranjska Gora, Eslovenia         | GS   | Marcel Hirscher                   | Henrik Kristoffersen             | Alexis Pinturault                |
| 4 de marzo de 2018      | Kranjska Gora, Eslovenia         | SL   | Marcel Hirscher                   | Henrik Kristoffersen             | Ramon Zenhäusern                 |
| 10 de marzo de 2018     | Lillehammer, Noruega             | DH   | Thomas Dreßen                     | Beat Feuz                        | Aksel Lund Svindal               |
| 11 de marzo de 2018     | Lillehammer, Noruega             | SG   | Kjetil Jansrud                    | Beat Feuz                        | Brice Roger                      |
| 14 de marzo de 2018     | Åre, Suecia                      | DH   | Vincent Kriechmayr Matthias Mayer |                                  | Beat Feuz                        |
| 15 de marzo de 2018     | Åre, Suecia                      | SG   | Vincent Kriechmayr                | Christof Innerhofer              | Thomas Dreßen Aksel Lund Svindal |
| 17 de marzo de 2018     | Åre, Suecia                      | GS   | Marcel Hirscher                   | Henrik Kristoffersen             | Victor Muffat Jeandet            |
| 18 de marzo de 2018     | Åre, Suecia                      | SL   | annullata                         | annullata                        | annullata                        |

Leyenda:DH = descenso, SG = supergigante, GS = eslalom gigante, SL = eslalom especial, KB = combinada, PR = eslalom paralelo

### Clasificación general final
| Pos. | Nombre               | Nación   | Puntos |
| ---- | -------------------- | -------- | ------ |
| 1    | Marcel Hirscher      | Austria  | 1620   |
| 2    | Henrik Kristoffersen | Noruega  | 1285   |
| 3    | Aksel Lund Svindal   | Noruega  | 886    |
| 4    | Kjetil Jansrud       | Noruega  | 884    |
| 5    | Beat Feuz            | Suiza    | 856    |
| 6    | Alexis Pinturault    | Francia  | 707    |
| 7    | Vincent Kriechmayr   | Austria  | 704    |
| 8    | Thomas Dreßen        | Alemania | 672    |
| 9    | Matthias Mayer       | Austria  | 622    |
| 10   | Hannes Reichelt      | Austria  | 535    |

## Mujeres

### Resultados
| Fecha                   | Localidad                        | Tipo | Ganadora            | Segunda             | Tercera            |
| ----------------------- | -------------------------------- | ---- | ------------------- | ------------------- | ------------------ |
| 28 de octubre de 2017   | Sölden, Austria                  | GS   | Viktoria Rebensburg | Tessa Worley        | Manuela Mölgg      |
| 11 de noviembre de 2017 | Levi, Finlandia                  | SL   | Petra Vlhová        | Mikaela Shiffrin    | Wendy Holdener     |
| 25 de noviembre de 2017 | Killington, Estados Unidos       | GS   | Viktoria Rebensburg | Mikaela Shiffrin    | Manuela Mölgg      |
| 26 de noviembre de 2017 | Killington, Estados Unidos       | SL   | Mikaela Shiffrin    | Petra Vlhová        | Bernadette Schild  |
| 1 de diciembre de 2017  | Lake Louise, Canadá              | DH   | Cornelia Hütter     | Tina Weirather      | Mikaela Shiffrin   |
| 2 de diciembre de 2017  | Lake Louise, Canadá              | DH   | Mikaela Shiffrin    | Viktoria Rebensburg | Michelle Gisin     |
| 3 de diciembre de 2017  | Lake Louise, Canadá              | SG   | Tina Weirather      | Lara Gut            | Nicole Schmidhofer |
| 9 de diciembre de 2017  | Sankt Moritz, Suiza              | SG   | Jasmine Flury       | Michelle Gisin      | Tina Weirather     |
| 16 de diciembre de 2017 | Val-d'Isère, Francia             | SG   | Lindsey Vonn        | Sofia Goggia        | Ragnhild Mowinckel |
| 17 de diciembre de 2017 | Val-d'Isère, Francia             | SG   | Anna Veith          | Tina Weirather      | Sofia Goggia       |
| 19 de diciembre de 2017 | Courchevel, Francia              | GS   | Mikaela Shiffrin    | Tessa Worley        | Manuela Mölgg      |
| 20 de diciembre de 2017 | Courchevel, Francia              | PR   | Mikaela Shiffrin    | Petra Vlhová        | Irene Curtoni      |
| 28 de diciembre de 2017 | Lienz, Austria                   | SL   | Mikaela Shiffrin    | Wendy Holdener      | Frida Hansdotter   |
| 29 de diciembre de 2017 | Lienz, Austria                   | GS   | Federica Brignone   | Viktoria Rebensburg | Mikaela Shiffrin   |
| 1º enero 2018           | Oslo, Noruega                    | PR   | Mikaela Shiffrin    | Wendy Holdener      | Mélanie Meillard   |
| 3 de enero de 2018      | Zagabria Sljeme, Croacia         | SL   | Mikaela Shiffrin    | Wendy Holdener      | Frida Hansdotter   |
| 6 de enero de 2018      | Kranjska Gora, Eslovenia         | GS   | Mikaela Shiffrin    | Tessa Worley        | Sofia Goggia       |
| 7 de enero de 2018      | Kranjska Gora, Eslovenia         | SL   | Mikaela Shiffrin    | Frida Hansdotter    | Wendy Holdener     |
| 9 de enero de 2018      | Flachau, Austria                 | SL   | Mikaela Shiffrin    | Bernadette Schild   | Frida Hansdotter   |
| 13 de enero de 2018     | Bad Kleinkirchheim, Austria      | SG   | Federica Brignone   | Lara Gut            | Cornelia Hütter    |
| 14 de enero de 2018     | Bad Kleinkirchheim, Austria      | DH   | Sofia Goggia        | Federica Brignone   | Nadia Fanchini     |
| 19 de enero de 2018     | Cortina d'Ampezzo, Italia        | DH   | Sofia Goggia        | Lindsey Vonn        | Mikaela Shiffrin   |
| 20 de enero de 2018     | Cortina d'Ampezzo, Italia        | DH   | Lindsey Vonn        | Tina Weirather      | Jacqueline Wiles   |
| 21 de enero de 2018     | Cortina d'Ampezzo, Italia        | SG   | Lara Gut            | Johanna Schnarf     | Nicole Schmidhofer |
| 23 de enero de 2018     | Plan de Corones, Italia          | GS   | Viktoria Rebensburg | Ragnhild Mowinckel  | Federica Brignone  |
| 26 de enero de 2018     | Lenzerheide, Suiza               | KB   | Wendy Holdener      | Marta Bassino       | Ana Bucik          |
| 27 de enero de 2018     | Lenzerheide, Suiza               | GS   | Tessa Worley        | Viktoria Rebensburg | Meta Hrovat        |
| 28 de enero de 2018     | Lenzerheide, Suiza               | SL   | Petra Vlhová        | Frida Hansdotter    | Wendy Holdener     |
| 30 de enero de 2018     | Estocolmo, Suecia                | PR   | Nina Løseth         | Wendy Holdener      | Petra Vlhová       |
| 3 de febrero de 2018    | Garmisch-Partenkirchen, Alemania | DH   | Lindsey Vonn        | Sofia Goggia        | Cornelia Hütter    |
| 4 de febrero de 2018    | Garmisch-Partenkirchen, Alemania | D    | Lindsey Vonn        | Sofia Goggia        | Tina Weirather     |
| 3 de marzo de 2018      | Crans-Montana, Suiza             | SG   | Tina Weirather      | Anna Veith          | Wendy Holdener     |
| 4 de marzo de 2018      | Crans-Montana, Suiza             | KB   | Federica Brignone   | Michelle Gisin      | Petra Vlhová       |
| 9 de marzo de 2018      | Ofterschwang, Alemania           | GS   | Ragnhild Mowinckel  | Viktoria Rebensburg | Mikaela Shiffrin   |
| 10 de marzo de 2018     | Ofterschwang, Alemania           | SL   | Mikaela Shiffrin    | Wendy Holdener      | Frida Hansdotter   |
| 14 de marzo de 2018     | Åre, Suecia                      | DH   | Lindsey Vonn        | Sofia Goggia        | Alice McKennis     |
| 15 de marzo de 2018     | Åre, Suecia                      | SG   | Sofia Goggia        | Viktoria Rebensburg | Lindsey Vonn       |
| 17 de marzo de 2018     | Åre, Suecia                      | SL   | Mikaela Shiffrin    | Wendy Holdener      | Frida Hansdotter   |
| 18 de marzo de 2018     | Åre, Suecia                      | GS   | anulada             | anulada             | anulada            |

Leyenda:DH = descenso, SG = supergigante, GS = eslalom gigante, SL = eslalom especial, KB = combinada, PR = eslalom paralelo

### Clasificación general final
| Pos. | Nombre              | Nación         | Puntos |
| ---- | ------------------- | -------------- | ------ |
| 1    | Mikaela Shiffrin    | Estados Unidos | 1773   |
| 2    | Wendy Holdener      | Suiza          | 1168   |
| 3    | Viktoria Rebensburg | Alemania       | 977    |
| 4    | Sofia Goggia        | Italia         | 958    |
| 5    | Petra Vlhová        | Eslovaquia     | 888    |
| 6    | Tina Weirather      | Liechtenstein  | 887    |
| 7    | Michelle Gisin      | Suiza          | 868    |
| 8    | Ragnhild Mowinckel  | Noruega        | 849    |
| 9    | Frida Hansdotter    | Suecia         | 817    |
| 10   | Lindsey Vonn        | Estados Unidos | 792    |